# Niedźwiedzica (Białoruś)

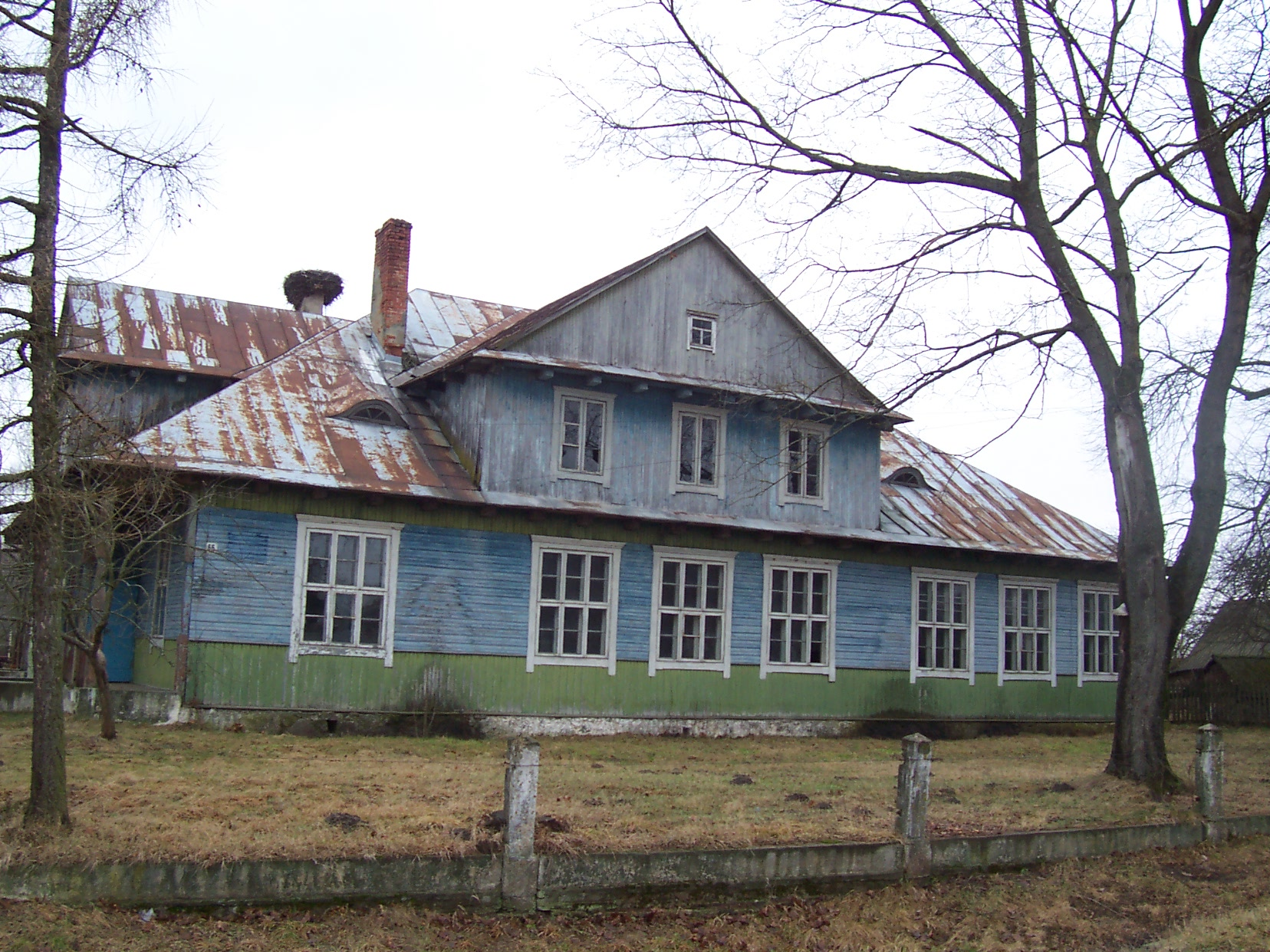
Budynek starej szkoły w Niedźwiedzicy

Niedźwiedzica (biał. Мядзведзічы, Miadzwiedziczy; ros. Медведичи, Miedwiediczi) – wieś na Białorusi, w obwodzie brzeskim, w rejonie lachowickim, w sielsowiecie Honczary. 
Siedziba rzymskokatolickiej parafii Świętych Apostołów Piotra i Pawła w Niedźwiedzicy.

## Historia
Dawniej miasteczko. W latach 70. XIX wieku władze carskie prowadziły we wsi bardzo brutalne prześladowania ludności greckokatolickiej, przymuszając ją do konwersji na prawosławie.
W II Rzeczypospolitej miejscowość była siedzibą gminy wiejskiej Niedźwiedzica. Leżała wówczas w województwie nowogródzkim, w powiecie baranowickim. W 1921 miejscowość liczyła 949 mieszkańców, zamieszkałych w 165 budynkach, w tym 794 Białorusinów, 116 Żydów, 37 Polaków i 2 osoby innej narodowości. 827 mieszkańców było wyznania rzymskokatolickiego, 116 mojżeszowego i 6 prawosławnego.
Po II wojnie światowej w granicach Związku Sowieckiego. Proboszczem miejscowej parafii rzymskokatolickiej był wówczas ks. Wacław Piątkowski (1902-1991), który po roku 1970 prowadził zajęcia dla kleryków, nielegalne seminarium duchowne. Od 1991 w niepodległej Białorusi.

## Zabytki
- kościół św. Apostołów Piotra i Pawła (1908)
- kaplica
- spichlerz